# Khaled Abdul-Wahab
Khaled Abdul-Wahab (ar. خالد عبد الوهاب; ur. 1911, zm. 1997) – Tunezyjczyk, który podczas II wojny światowej udzielił schronienia 24 Żydom. Za swój czyn został pośmiertnie nominowany do przyznawanego przez instytut Jad Waszem medalu Sprawiedliwy wśród Narodów Świata. Jest pierwszym w historii Arabem, który otrzymał nominację do tego odznaczenia.

## Życiorys
Urodził się w zamożnej rodzinie o korzeniach arystokratycznych. Jego ojciec, Hassan Husni Abdul-Wahab, był historykiem i pisarzem. Zapewnił synowi staranne wykształcenie na uczelniach w Europie i USA. Na początku lat 30. XX wieku Khaled studiował m.in. w Nowym Jorku sztukę i architekturę. Po powrocie do ojczyzny osiadł w nadmorskiej miejscowości Mahdia.
W listopadzie 1942 roku Tunezja, dotąd znajdująca się pod administracją Vichy, została zajęta przez wojska niemieckie. Żydowska populacja kraju licząca ok. 100 000 ludzi została poddana licznym represjom. Akcją kierował Walter Rauff. Choć w Afryce hitlerowcy nie stosowali deportacji do obozów zagłady, miejscowym Żydom nakazali nosić opaski z Gwiazdą Dawida, stworzyli sieć obozów pracy przymusowej oraz powszechnie dokonywali rabunku i konfiskaty mienia.
W Mahdii Niemcy wyeksmitowali szereg żydowskich rodzin z zamiarem przeznaczenia ich domów na kwatery dla Wehrmachtu. Wypędzeni znaleźli schronienie na terenie miejscowej fabryki oliwy. Jedną z tych osób była młoda kobieta Odette Boukhris. Kilka dni później Abdul-Wahab, który będąc reprezentantem lokalnej społeczności utrzymywał bliskie kontakty z okupantami, dowiedział się, że jeden z niemieckich oficerów zamierza porwać i zgwałcić Boukhris. Niezwłocznie udał się do fabryki i w ciągu nocy wywiózł kobietę oraz 23 inne osoby (połowa z nich była dziećmi) na należącą do niego farmę. Ukrywał je tam i dostarczał im środków do życia przez cztery kolejne miesiące, aż do końca niemieckiej okupacji.
Po wojnie był m.in. doradcą w tunezyjskim Ministerstwie Turystyki oraz wysokim urzędnikiem Ministerstwa Rolnictwa. Zmarł w 1997 roku.

## Nominacja
Historię nagłośnił w 2006 roku Robert Satloff, dyrektor Waszyngtońskiego Instytutu Polityki Bliskowschodniej, który w Maroku przeprowadzał badania nad stosunkami arabsko-żydowskimi podczas II wojny światowej. Dotarł on do córki Odette Boukhris, która wraz z matką znalazła schronienie na farmie Abdul-Wahaba. Na podstawie jej obszernych zeznań oraz relacji innych świadków sporządził wniosek z nominacją Khaleda Abdul-Wahaba do medalu „Sprawiedliwy wśród Narodów Świata”, który został w 2007 roku przyjęty przez Jad Waszem. Obecnie trwa procedura jego weryfikacji przez komisję instytutu. Jest to pierwsza w historii nominacja osoby pochodzenia arabskiego. Do tej pory medalem uhonorowanych zostało ponad 60 muzułmanów. Wszyscy pochodzili z Bałkanów, Turcji, bądź ZSRR.
Khaled Abdul-Wahab został już pośmiertnie odznaczony m.in. przez Centrum Szymona Wiesenthala i Międzynarodową Fundację Raoula Wallenberga.